# جرالدین سامرویل
جرالدین سامرویل (انگلیسی: Geraldine Somerville؛ زادهٔ ۱۹ مهٔ ۱۹۶۷) یک هنرپیشه اهل بریتانیا است. وی از سال ۱۹۸۹ میلادی تاکنون مشغول فعالیت بوده‌است.
از فیلم‌ها یا برنامه‌های تلویزیونی که وی در آن نقش داشته است می‌توان به هری پاتر و جام آتش، هری پاتر و محفل ققنوس، هری پاتر و تالار اسرار، هری پاتر و سنگ جادو، هری پاتر و زندانی آزکابان، گریس موناکو، هری پاتر و شاهزاده دورگه، گاسفورد پارک، هری پاتر و یادگاران مرگ - قسمت دوم، هفته‌ای که با مریلین گذراندم، رخنه‌گر، جن‌زده، باشگاه شورش و شصت و شش اشاره کرد.